# Олга Саладуха
Олга Саладуха (укр. Ольга Валеріївна Саладуха; Доњецк, 4. јун 1983) је украјинска атлетичарка, која се такмичи у троскоку.
Први значајнији успех Саладуха је постигла на летњој универзијади у Бангкоку 2007. године, где је освојила златну медаљу, прескочивши 14,79 м. У наредних неколико година није остварила значајније резултате, све док на европском првенству у Барселони није победила са резултатом 14,81 м. Већ следеће године, овој титули је придодала и титулу светске првакиње, освојивши прво место на првенству света у Тегуу са даљином од 14,94 m. На европском првенству 2012. у Хелсинкију одбранила је освојену титулу из Барселоне са новим личним рекордом од 14,99 м, што је у том тренутку био и најбољи резултат сезоне 2012. у свету. Титулу европске првакиње је поново одбранила на првенству у Цириху 2014. са прескоченик 14,73 м.

## Значајнији резултати
| Сезона | Такмичење                    | Локација               | Плас. | Резултат   | Детаљи |
| ------ | ---------------------------- | ---------------------- | ----- | ---------- | ------ |
| 1999   | Светско првенство за младе   | Бидгошч                | 9.    | 12,76 м    |        |
| 2002   | Светско првенство за јуниоре | Кингстон               | 5.    | 13,17 м    |        |
| 2005   | Универзијада                 | Измир                  | 2.    | 13,96 м    |        |
| 2006   | Европско првенство           | Гетеборг               | 4.    | 14,38 м    |        |
| 2006   | Светско финале               | Штутгарт               | 6.    | 14,04 м    |        |
| 2006   | Светски атлетски куп         | Атина                  | 6.    | 14,16 м    |        |
| 2007   | Светско првенство            | Осака                  | 7.    | 14,60 м    | [ 1 ]  |
| 2007   | Универзијада                 | Бангкок                | 1     | 14,79 м    |        |
| 2008   | Светско првенство у дворани  | Валенсија              | 6     | 14,32 m    |        |
| 2008   | Олимпијске игре              | Пекинг                 | 9.    | 14,70 м    | [ 2 ]  |
| 2008   | Светско финале               | Штутгарт               | 6     | 14,40 м    |        |
| 2010   | Европско екипно првенство    | Берген                 | 1.    | 14,39 м    | [ 3 ]  |
| 2010   | Европско првенство           | Барселона              | 1.    | 14,81 м    | [ 4 ]  |
| 2010   | Континентални куп            | Сплит                  | 2.    | 14,70 м    | [ 5 ]  |
| 2011   | Европско екипно првенство    | Стокхолм               | 1.    | 14,85 м    | [ 6 ]  |
| 2011   | Светско првенство            | Тегу                   | 1.    | 14,94 м    | [ 7 ]  |
| 2011   | Дијаматска лига              | Дијаматска лига        | 1.    | детаљи     |        |
| 2012   | Европско првенство           | Хелсинки               | 1.    | 14,99 м ЛР | [ 8 ]  |
| 2012   | Олимпијске игре              | Лондон                 | 3.    | 14,79 м    | [ 9 ]  |
| 2013   | Европско првенство у дворани | Гетеборг               | 1.    | 14,88 м НР | [ 10 ] |
| 2013   | Светско првенство            | Москва                 | 3.    | 14,65 м    | [ 11 ] |
| 2014   | Светско првенство у дворани  | Сопот,                 | 2.    | 14,45 м    | [ 12 ] |
| 2014   | Европско првенство           | Цирих                  | 1.    | 14,73      | [ 13 ] |
| 2015   | Светско првенство            | Пекинг, Кина           | 6.    | 14,41 м    | [ 14 ] |
| 2016   | Европско првенство           | Амстердам, Холандија   | 6.    | 14,23 м    | [ 15 ] |
| 2016   | Олимпијске игре              | Рио де Жанеиро, Бразил | 18.   | 13,97 м    | [ 16 ] |
| 2018   | Европско првенство           | Берлин, Немачка        | 13.   | 14,04 м    | [ 17 ] |

- Три пута је победила на првенству Украјине на отвореном 2006, 2007 и 2008 и једном на првенству у дворани 2008.

## Лични рекорди
на отвореном
троскок — 14,99 м (СРС), 29. јун 2012. Хелсинки (Финска)
скок удаљ — 6,37 м, 14. јун 2006. Рио де Женеиро (Бразил)
у дворани
троскок — 14,88 м (НР), 3. март 2013. Гетеборг (Шведска) НР
скок удаљ — 6,31 м 22. фебруар 2006. Сзми (Украјина)